# St. Marien (Sayda)

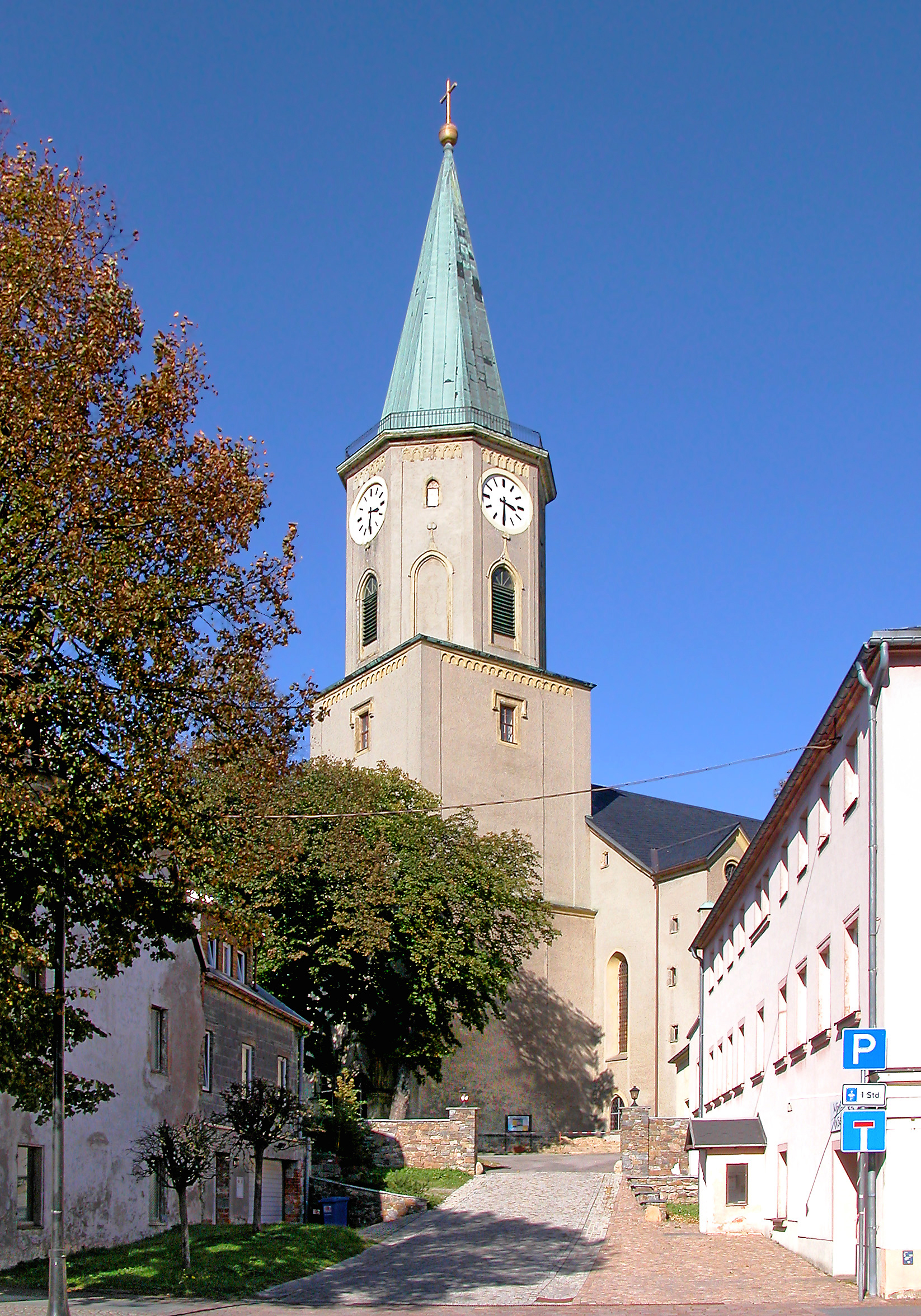
St. Marien (Sayda)

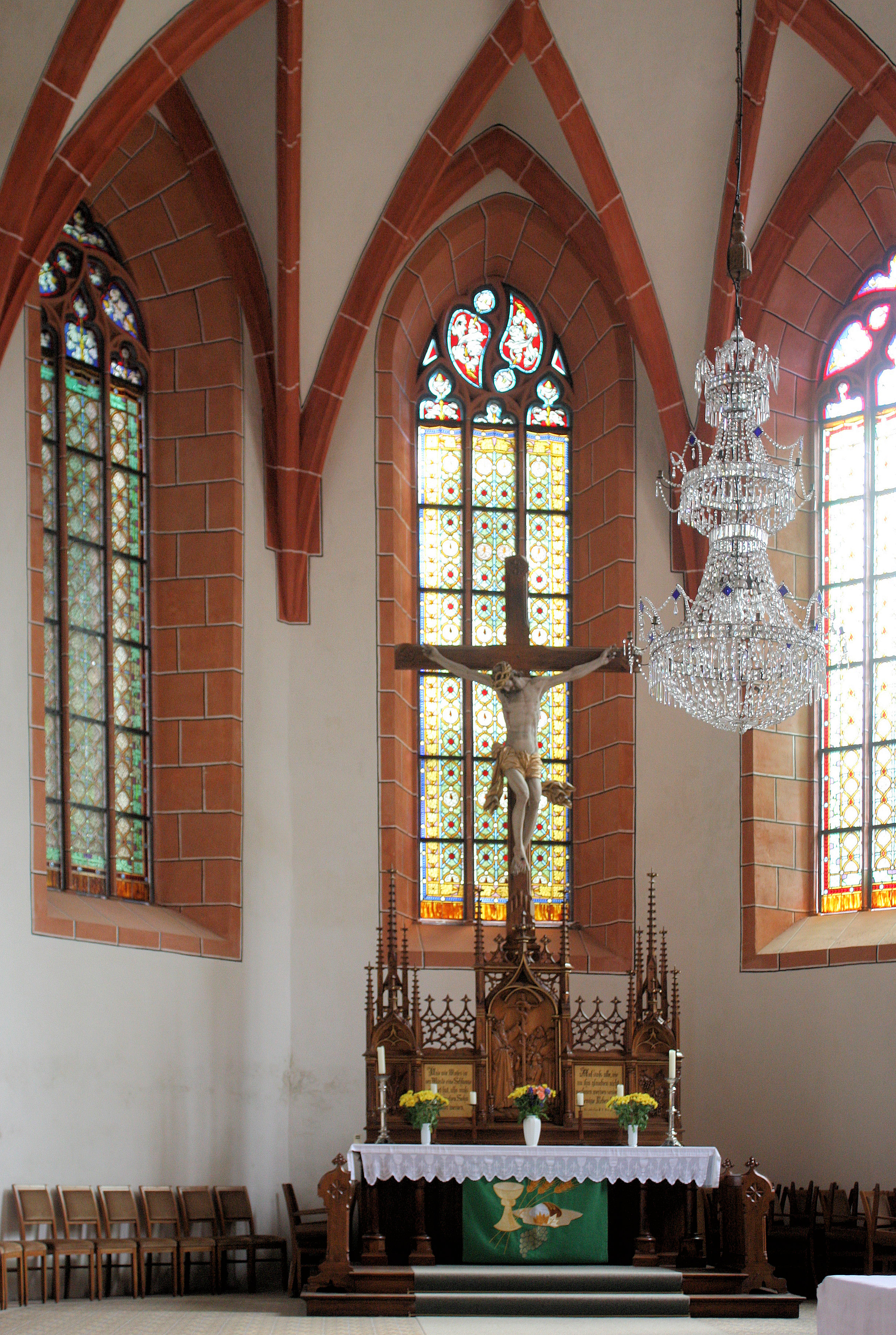
Chor mit Altar

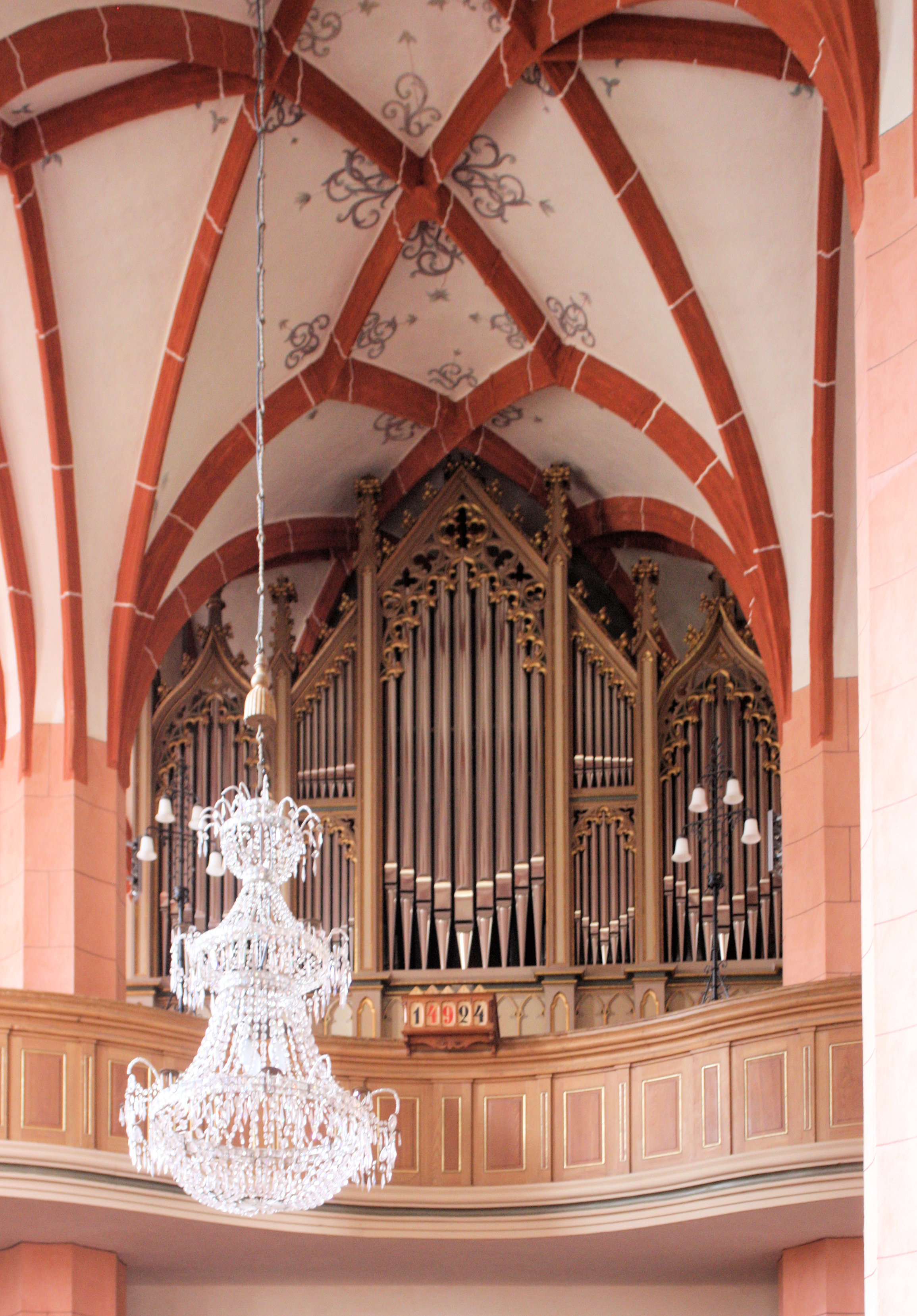
Orgel

Die evangelische Kirche St. Marien ist eine gotische Hallenkirche in Sayda im Landkreis Mittelsachsen in Sachsen. Sie gehört zur Kirchengemeinde Sayda im Kirchenbezirk Freiberg der Evangelisch-Lutherischen Landeskirche Sachsens.

## Geschichte und Architektur
Der Chor der Kirche wurde laut einer Jahreszahl im Triumphbogen 1391, das Langhaus nach einem Brand im Jahr 1502 als spätgotische Hallenkirche neu erbaut. Nach dem Stadtbrand von 1847 wurde das Bauwerk wiederhergestellt und der Turm neu errichtet. Eine Restaurierung und Neugestaltung erfolgte 1892 durch Woldemar Kandler, wobei Emporen, Maßwerk der Chorfenster und eine neue Ausstattung eingebaut wurden. Eine Restaurierung und Neuausmalung wurde 1973 bis 1977 außen und seit Ende der 1970er Jahre im Innern durchgeführt; dabei wurde die obere Empore entfernt.
Das Bauwerk ist ein verputzter, klar gegliederter Bruchsteinbau mit Strebepfeilern. Der eingezogene Chor endet in einem Dreiachtelschluss. Der hohe Westturm ist mit einem spitzbogigen spätgotischen Westportal aus Sandstein versehen, zwei Anbauten sind an der Südseite angefügt.
Im Innern ist die helle, großzügig rhythmisierte, dreischiffige Halle in vier Joche gegliedert; das Netzgewölbe wird von schlanken achteckigen gekehlten Pfeilern gestützt. Ein spitzer Triumphbogen vermittelt zum dreijochigen Chor mit Netzgewölbe. Schlichte eingeschossige Emporen sind auf der Nord- und Südseite eingebaut, im Westen eine hölzerne Empore.
Auf der Südempore und an der Nordseite des Chores sind mehrere Logen eingebaut. Am westlichen Joch des südlichen Seitenschiffs ist ein kapellenartiger Anbau mit interessantem Gewölbe angefügt, die Gewölberippen sind in sich gedreht und mit vegetabilem Schmuck versehen. Reste ornamentaler Ausmalung sind erhalten. Daneben ist eine Vorhalle mit Zellengewölbe auf dreiseitigem Grundriss angebaut, die beiden freistehenden Seiten sind durch Portale geöffnet. Das westliche wurde später vermauert, das dahinter befindliche spätgotische Portal ist mit reich gegliedertem Stabwerk versehen.

## Ausstattung
Das Hauptstück der Ausstattung ist ein neugotischer Altar, der 1892 nach Zeichnungen von Woldemar Kandler durch Ernst Fritsche geschaffen wurde. Der Mittelteil zeigt ein Relief von Moses und der Ehernen Schlange, an den Seiten sind Reliefs mit Ähren und Weintrauben angebracht, als Bekrönung dient ein überlebensgroßes Kruzifix aus Holz vom Anfang des 16. Jahrhunderts. Die hölzerne Kanzel wurde 1892 von Hermann Hartenbach gestaltet, die gemalten Darstellungen der Evangelisten und des Apostels Paulus wurden von Karl Gottlob Schönherr gestaltet. Die Taufe aus Sandstein wurde vermutlich vor 1590 von Michael Hegewald geschaffen und ist mit Reliefdarstellungen gestaltet: der Zug des Volkes Israel durchs Rote Meer, die Erscheinung des auferstandenen Christus vor den Jüngern und Christus segnet die Kinder; weiterhin Wappen der Stifter.
Im Chor sind prachtvolle Epitaphien der Familie von Schönberg, allesamt Arbeiten aus Freiberg, angebracht: das älteste für Caspar von Schönberg († 1578) und seine beiden Frauen Margaretha Pflug († 1547) und Barbara von Bünau († 1599), von Andreas Samuel dem Älteren und Uriel dem Älteren Lorentz, ein dreiachsiger architektonischer Aufbau in strengen Formen mit der knienden Figur des Verstorbenen. Darüber sind drei Reliefdarstellungen zu sehen: die Vision des Hesekiel vom Totenfeld und der Verheißung Gottes, die Verklärung Christi und die Auferstehung des Lazarus.
Das zweite große Epitaph wurde für Caspar II. von Schönberg († 1605) und seine Frau Agnes († 1609) vor Uriel Eckhardt geschaffen; es zeigt einen einachsigen Aufbau mit reicher Ornamentik, Bildnisfiguren des Verstorbenen sowie fünf Reliefdarstellungen aus dem Leben Christi und allegorische Figuren der Caritas und der Justitia. Direkt neben dem Altar befindet sich ein kleines Epitaph vermutlich für Bernhard von Schönberg († 1620), das Jonas Grünberger dem Jüngeren zugeschrieben wurde. Die Haupttafel zeigt eine Reliefdarstellung der Kreuzigung, seitlich je zwei Säulen, darüber ein Relief mit der Grablegung. Neben der Kanzel erinnert ein kleineres Epitaph an Caspar von Schönberg († 1622), wahrscheinlich von Samuel Lorentz dem Jüngeren; die große Relieftafel zeigt die Auferstehung, seitlich eingerahmt von je zwei Säulen. Darauf bezogen ist das Predellenrelief mit einer Darstellung Jonas und des Wals, im Auszug die Darstellung der drei Frauen am Grab. Unterhalb dieses Epitaphs ist die farbig gefasste Grabplatte für Nikolaus Sahrer von Sahr († 1698) mit Wappenreliefs zu sehen. An der Westwand ist das ehemalige Altarblatt mit der gemalten Darstellung der Kreuzigung angebracht, das wohl aus dem 16. Jahrhundert stammt und durch den Brand 1842 stark beschädigt wurde. An der Nordwand ist eine spätgotische Sakramentsnische vom Anfang des 16. Jahrhunderts eingebaut.
Die Orgel ist ein Werk von Carl Gottfried Jeheber aus dem Jahr 1856 mit 25 Registern auf zwei Manualen und Pedal.